# Rotunda svatého Jiří (Nitrianska Blatnica)
Rotunda svatého Jiří, slovensky Rotunda svätého Juraja, někdy též nazývaná Rotunda Jurko je římskokatolická kaple severně od Nitrianské Blatnice. Pochází z 9. století, asi z jeho první třetiny, tedy z předvelkomoravského období. Je to jedna z nejstarších staveb na Slovensku, nejstarší rotunda na Slovensku a nejstarší stojící kostel na Slovensku.

## Poloha
Tato národní kulturní památka se nachází na malém skalním ostrohu v katastrálním území obce Nitrianska Blatnica severně od obce nad lesíkem zvaným Háje a pod úbočím Kozího chrbátu jihovýchodních svahů vrchu Marhát v Považském Inovci. V blízkosti je pramen pitné vody.

## Popis a dějiny
Nejstarší stopy osídlení pocházejí z pozdější doby kamenné. Osídlení starší doby železné souvisí s opevněným sídlištěm na Marhátu.
Podle výsledků archeologického výzkumu v letech 1974-1980 nejstarší podoba rotundy s podkovovitou apsidou vznikla již v 9. století, v 11. století byla nadzákladová část kostelíka přebudována v románském slohu. V roce 2012 ale nový výzkum ukázal, že z 9. století pochází celá stavba, přesněji asi z jeho první třetiny, tedy z předvelkomoravského období.
Na louce Púsť pod ostruhou s rotundou se v 9.-10. století nacházelo sídliště dvorcového typu obehnáné palisádou. Starší větší dvorec byl později nahrazen menším útvarem. V 11. století se charakter sídliště změnil. Vznikla neopevněná osada s příbytky rozptýlenými na různých částech dnešní louky. Obyvatelstvo se zaměřovalo hlavně na dolování železné rudy na svazích Marhátu. O doplňkovém zemědělství svědčí brázdy na mnoha místech v okolí. Obyvatelé byli pohřbíváni u zdí rotundy, kde bylo odkryto 130 většinou mužských hrobů. V hrobech se našly pozoruhodné nálezy ze stříbra a bronzu. Na sídlišti se našly zbytky příbytků, dehtové pece, žernov a výrobky ze železa.
Osada svatého Jiří zanikla před polovinou 13. století. Její obyvatelé se postupně přesunuli do nižších poloh, tvořili součást osídlení Nitrianské Blatnice ve středověku. Rotunda se v rychle se zalesňujícím prostředí pozvolna měnila v ruiny. I tak však v roce 1530, když majitelka zdejších lesů Marie Turzová na památku svého manžela, který padl roku 1526 v bitvě u Moháče, dala kostelík upravit, byly ze starobylé rotundy zachovány stěny ještě do výšky 4 - 7 metrů. Kostelík však i po této renovaci začal brzo pustnout. V roce 1655 byl upraven prakticky do dnešní barokní podoby, na západní straně k němu byla přistavěna věž a z jižní takzvaná poustevna. Bydleli v ní poustevníci, působící ve skutečnosti až do první poloviny 19. století ve zdejší škole. Stavba školy na svahu nad kostelíkem se asi od poloviny 19. století využívala jako lovecká stanice místního panství, pak zde byla hájovna, asanovaná v roce 1962. Od 16. století se stal kostelík „Jurko“ s přilehlou loukou „Púšť“ místem tradičních jarních poutí v neděli po svátku svatého Jiří. Po roce 1990 tato tradice opět zesílila a z náboženského, kulturního a historického hlediska se obohatila o poznatek, že kostel svatého Jiří ve svých základech patří k nejstarším stavbám na Slovensku. Komplex nejnovějších archeologických zjištění má velký význam pro poznání starších slovenských dějin a vliv stavby ve slovenské kultuře a ve vědomí veřejnosti roste.

## Přístup
Kaple je součástí Stojslavovy naučné stezky, začínající v obci Nitrianska Blatnica.